# Wanda Nowická
Wanda Hanna Nowická (* 21. listopadu 1956) je polská feministická aktivistka a poslankyně, zvolená do polského Sejmu za Palikotovo hnutí. Je vedoucí Svazu pro práva žen a plánování rodiny.

## Život

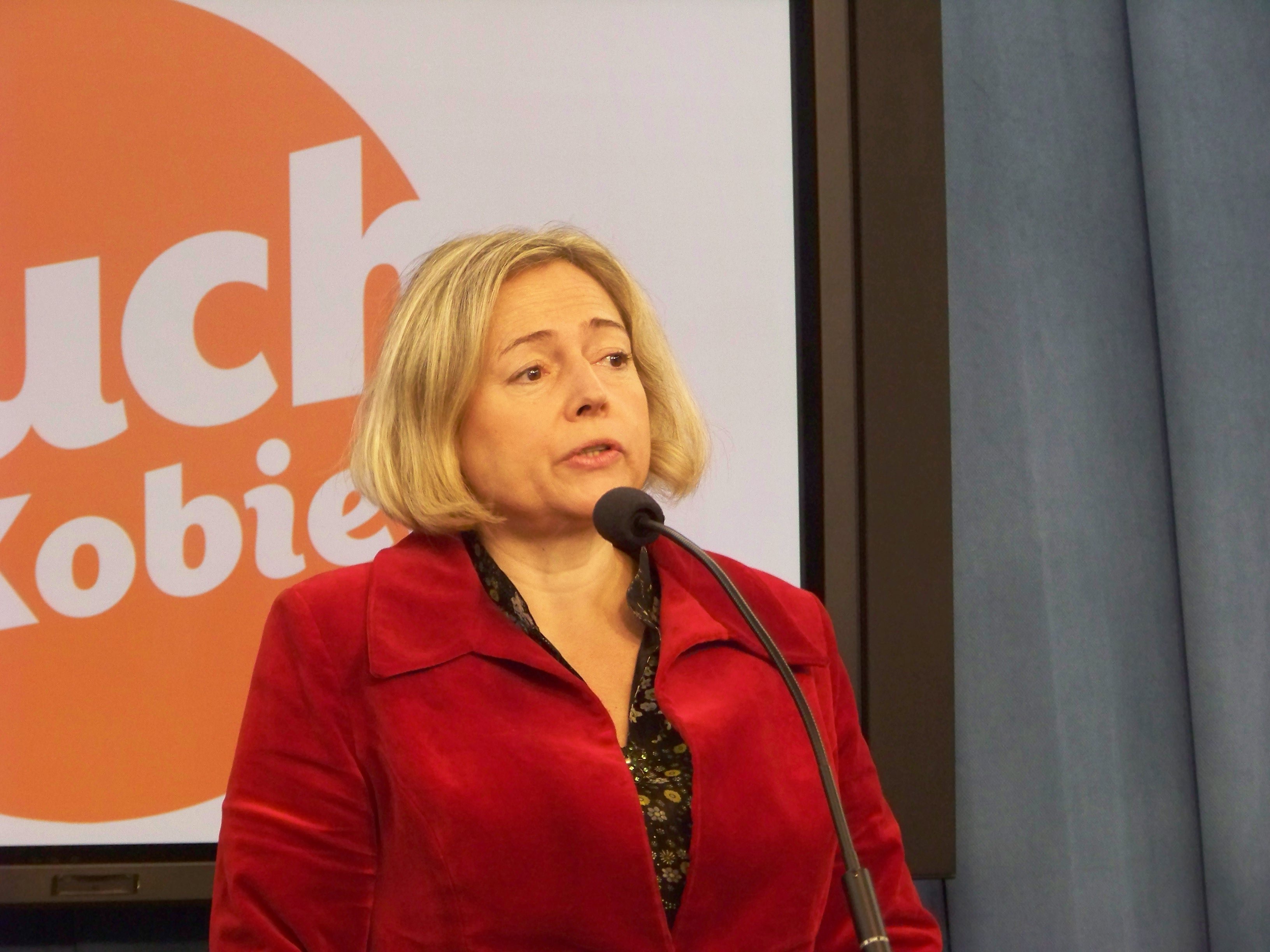
Wanda Nowická (2012)

Studovala filologii na Varšavské univerzitě. Mezi lety 1985 až 1993 byla učitelkou latiny a angličtiny na jednom z varšavských gymnázií.
Byla manželkou Światosława Floriana Nowického, polského filozofa, astrologa a komentátora. Má s ním tři syny. Florian je členem Polské strany práce, Michał je komunistický aktivista a Tymoteusz je dvojnásobný vítěz Světového poháru v kickboxu.

## Aktivismus, politika
V letech 1980 až 1981 byla členkou odborové organizace Solidarita. Po roce 1989 byla aktivní u různých levicových uskupení, aniž by sama byla jejich členkou. V roce 1992 byla jednou ze zakladatelek Svazu pro práva žen a plánování rodiny. V parlamentních volbách 1997 se neúspěšně ucházela o mandát v polském senátu na kandidátní listině Unia Pracy (jedná se o malou polskou sociálně-demokratickou stranu). V roce 1998 byla zvolena na čtyři roky do Sejmiku (obdoba krajského zastupitelstva u nás) Mazovského vojvodství. V roce 2001 kandidovala do Sejmu a v roce 2005 do senátu. Obě tyto kandidatury byly opět neúspěšné. Ve volbách starostů 2006 kadidovala neúspěšně za Polskou stranu práce na post primátorky hlavního města Varšavy. V parlamentních volbách 2011 byla ve volebním obvodu 19 za Palikotovo hnutí zvolena do polského parlamentu. K mandátu v Sejmu ji vyneslo 7 065 preferenčních hlasů. V listopadu 2011 byla zvolena vicemaršálkyně polského Sejmu (obdoba české místopředsedkyně poslanecké sněmovny).
Wanda Nowická se dlouhodobě zasazuje o práva žen a je známa svým bojem za legalizaci interrupce v Polsku.